# Европско првенство у атлетици у дворани 1975 — 60 метара препоне за мушкарце
Такмичење у дисциплини трчања на 60 метара са препонама у мушкој конкуренцији на шестом Европском првенству у атлетици у дворани 1975. године одржано је 9. мартау у Спортско-забавној дворани Сподек у Катовицама, (Пољска).
Титулу европског првака освојену на Европском првенству у дворани 1974. у Гетаборгуу  бранио је Анатолиј Мошијашвили из Совјетског Савеза.

## Земље учеснице
Учествовала су 23 атлетичара из 15. земаља.
1. Грчка (2)
2. Данска (1)
3. Западна Немачка (1)
4. Источна Немачка (2)
5. Италија (1)
6. Луксембург (1)
7. Мађарска (1)
8. Пољска (3)
9. Румунија (1)
10. Совјетски Савез (3)
11. Турска (1)
12. Француска (2)
13. Чехословачка (2)
14. Швајцарска (1)
15. Шпанија  (1)

## Рекорди
| Рекорди пре почетка Европског првенства у дворани 1975.    | Рекорди пре почетка Европског првенства у дворани 1975. | Рекорди пре почетка Европског првенства у дворани 1975. | Рекорди пре почетка Европског првенства у дворани 1975. | Рекорди пре почетка Европског првенства у дворани 1975. | Рекорди пре почетка Европског првенства у дворани 1975. |
| ---------------------------------------------------------- | ------------------------------------------------------- | ------------------------------------------------------- | ------------------------------------------------------- | ------------------------------------------------------- | ------------------------------------------------------- |
| Светски рекорд                                             | Анатолиј Мошијашвили                                    | Совјетски Савез                                         | 7,66                                                    | Гетеборг, Шведска                                       | 10. март 1974.                                          |
| Европски рекорд                                            | Анатолиј Мошијашвили                                    | Совјетски Савез                                         | 7,66                                                    | Гетеборг, Шведска                                       | 10. март 1974.                                          |
| Рекорди европских првенстава'                              | Анатолиј Мошијашвили                                    | Совјетски Савез                                         | 7,66                                                    | Гетеборг, Шведска                                       | 10. март 1974.                                          |
| Рекорди после завршеног Европског првенства у дворани 1975 |                                                         |                                                         |                                                         |                                                         |                                                         |
| Светски рекорд                                             | Франк Зибек                                             | Совјетски Савез                                         | =7,66                                                   | Катовице, Пољска                                        | 9. март 1975.                                           |
| Европски рекорд                                            | Франк Зибек                                             | Совјетски Савез                                         | =7,66                                                   | Катовице, Пољска                                        | 9. март 1975.                                           |
| Рекорди европских првенстава                               | Франк Зибек                                             | Совјетски Савез                                         | =7,66                                                   | Катовице, Пољска                                        | 9. март 1975.                                           |

## Освајачи медаља
|                        |                             |                                   |
| Лешек Водзињски Пољска | Франк Зибек Источна Немачка | Едуард Переверзев Совјетски Савез |

## Резултати
Такмичење је одржано у три нивоа:квалификације, полуфинале и финале. Комплетно такмичење одржано је 9. марта.

### Квалификације
У квалификацијама такмичари су били подељени у 4 групе: прве три са 6, а четврта са 5 такмичара. За полуфинале су се квалификовале по двојица првпласираних из све  4 групе (КВ) и још четири ппрема постигнутом резултату кв.
| Пласман | Група | Атлетичар            | Земља           | Време | Белешка |
| ------- | ----- | -------------------- | --------------- | ----- | ------- |
| 1.      | 3     | Едуард Переверзев    | Совјетски Савез | 7,75  | КВ      |
| 1.      | 4     | Франк Зибек          | Источна Немачка | 7,75  | КВ      |
| 3.      | 2     | Лешек Вођински       | Пољска          | 7,76  | КВ      |
| 3.      | 3     | Клаус Фидлер         | Источна Немачка | 7,76  | КВ      |
| 5.      | 4     | Мирослав Вођински    | Пољска          | 7,78  | КВ      |
| 6.      | 4     | Виктор Мјасников     | Совјетски Савез | 7,81  | кв      |
| 7.      | 3     | Јан Пусти            | Пољска          | 7,84  | кв      |
| 8.      | 2     | Ервин Себестин       | Румунија        | 7,86  | КВ      |
| 9.      | 1     | Ђузепе Бутари        | Италија         | 7,95  | КВ      |
| 10.     | 1     | Анатолиј Мошијашвили | Совјетски Савез | 7,97  | КВ      |
| 11.     | 3     | Бернар Дисанкур      | Француска       | 8,02  | кв      |
| 12.     | 2     | Ив Кирпаш            | Луксембург      | 8,06  | кв      |
| 13.     | 2     | Жан Пјер Корвал      | Француска       | 8,07  |         |
| 14.     | 4     | Јулијус Иван         | Чехословачка    | 8,08  |         |
| 15.     | 3     | Лоранд Милашин       | Мађарска        | 8,10  |         |
| 16.     | 1     | Дитер Гебхард        | Западна Немачка | 8,11  |         |
| 17.     | 1     | Хералдо Каљеха       | Шпанија         | 8,15  |         |
| 17      | 2     | Георгиос Манделос    | Грчка           | 8,15  |         |
| 19 .    | 1     | Ефстратиос Василију  | Грчка           | 8,21  |         |
| 20.     | 2     | Бет Фистер           | Швајцарска      | 8,25  |         |
| 21.     | 1     | Јиржи Черовски       | Чехословачка    | 8,29  |         |
| 22.     | 3     | Свен Петерсен        | Данска          | 8,40  |         |
| 23.     | 4     | Нурулах Џандан       | Турска          | 8,70  |         |

### Полуфинале
За финале су се квалификовала по двојица првпласираних из обе полуфиналне групе (КВ) и још двојица према постигнутом резултату кв.
| Пласман | Група | Атлетичар            | Земља             | Време | Белешка |
| ------- | ----- | -------------------- | ----------------- | ----- | ------- |
| 1.      | 1 ]   | Франк Зибек          | { Источна Немачка | 7,66  | КВ СРд  |
| 2.      | 1     | Мирослав Вођински    | Пољска            | 7,73  | КВ      |
| 3.      | 2     | Клаус Фидлер         | Источна Немачка   | 7,75  | КВ      |
| 4.      | 2     | Виктор Мјасников     | Совјетски Савез   | 7.76  | КВ      |
| 5.      | 1     | Едуард Переверзев    | Совјетски Савез   | 7,77  | кв      |
| 6.      | 2     | Лешек Вођински       | Пољска            | 7,78  | кв      |
| 7.      | 1     | Ервин Себестин       | Румунија          | 7,80  |         |
| 8.      | 2     | Јан Пусти            | Пољска            | 7,85  |         |
| 9.      | 2     | Анатолиј Мошијашвили | Совјетски Савез   | 7.87  |         |
| 10.     | 1     | Ђузепе Бутари        | Италија           | 7,95  |         |
| 11-     | 2     | Бернар Дисанкур      | Француска         | 8,08  |         |
| 12.     | 1     | Ив Кирпаш            | Луксембург        | 8,26  |         |

### Финале
| Пласман | Атлетичар         | Земља           | Резултат | Белешка |
| ------- | ----------------- | --------------- | -------- | ------- |
|         | Лешек Вођински    | Пољска          | 7,69     | ЛРд     |
|         | Франк Зибек       | Источна Немачка | 7,69     |         |
|         | Едуард Переверзев | Совјетски Савез | 7,75     | ЛРСс    |
| 4.      | Клаус Фидлер      | Источна Немачка | 7.77     |         |
| 5.      | Мирослав Вођински | Пољска          | 7,68     |         |
| 6.      | Виктор Мјасников  | Совјетски Савез | 8.04     |         |

## Укупни биланс медаља у трци на 60 (50) метара са препонама за мушкарце после  6. Европског првенства у дворани 1970—1975.
|    | Земља           |   |   |   |    |
| -- | --------------- | - | - | - | -- |
| 1. | Западна Немачка | 2 | 1 | 0 | 3  |
| 2. | Источна Немачка | 1 | 2 | 2 | 5  |
| 3. | Пољска          | 1 | 2 | 0 | 3  |
| 4. | Совјетски Савез | 1 | 1 | 2 | 4  |
| 5. | Француска       | 1 | 0 | 1 | 2  |
| 6. | Италија         | 0 | 0 | 1 | 1  |
|    | Укупно {6}      | 6 | 6 | 6 | 18 |

|    | Атлетичар            | Земља           |   |   |   |   |
| -- | -------------------- | --------------- | - | - | - | - |
| 1. | Франк Зибек          | Источна Немачка | 1 | 2 | 1 | 4 |
| 2. | Ги Дри               | Француска       | 1 | 0 | 1 | 2 |
| 2. | Анатолиј Мошијашвили | СССР            | 1 | 0 | 1 | 2 |